# Мостовой кран

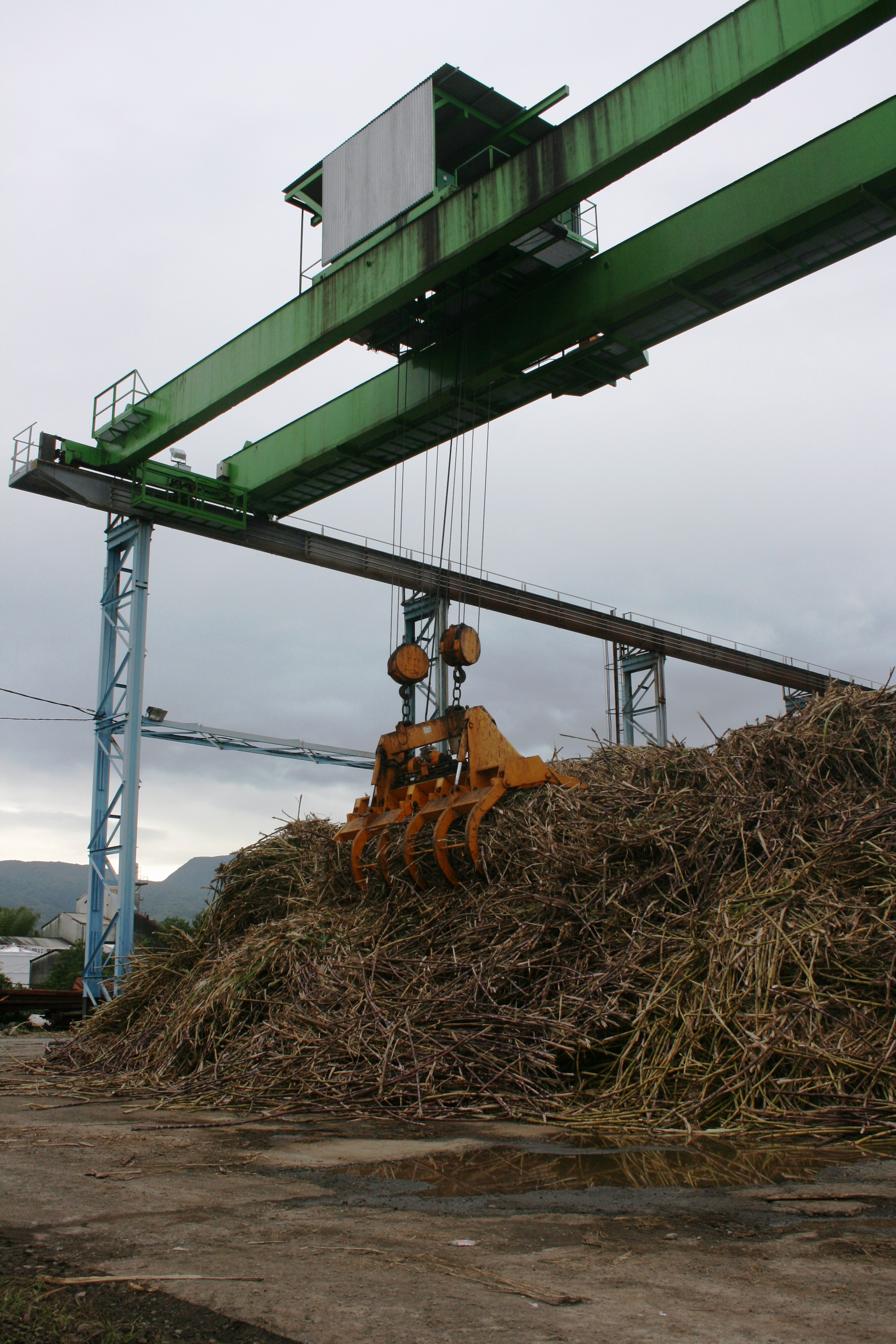
Мостовой кран, Франция, 2007

Кра́н мостово́го ти́па — кран с грузозахватным устройством, подвешенным к грузовой тележке или тали, которые перемещаются по подвижной стальной конструкции (мосту).
Различают краны общего назначения (с крюком), а также специальные (с грейфером, магнитом, захватами для контейнеров) и металлургические.

## История

### СССР
В 1980-е годы в Советском Союзе ежегодный выпуск кранов мостового типа составлял от 6 до 7 тысяч единиц. Головным проектным институтом являлся ВНИИПТМаш, который каждый год выпускал труды, посвящённые различным проблемам и предлагал пути их решения, а также издавал документацию на краны. В 2000-е годы на территории бывшего СССР действовали 17 специализированных предприятий, выпускавшие от 1 до 1,5 тысяч мостовых кранов.

## Описание

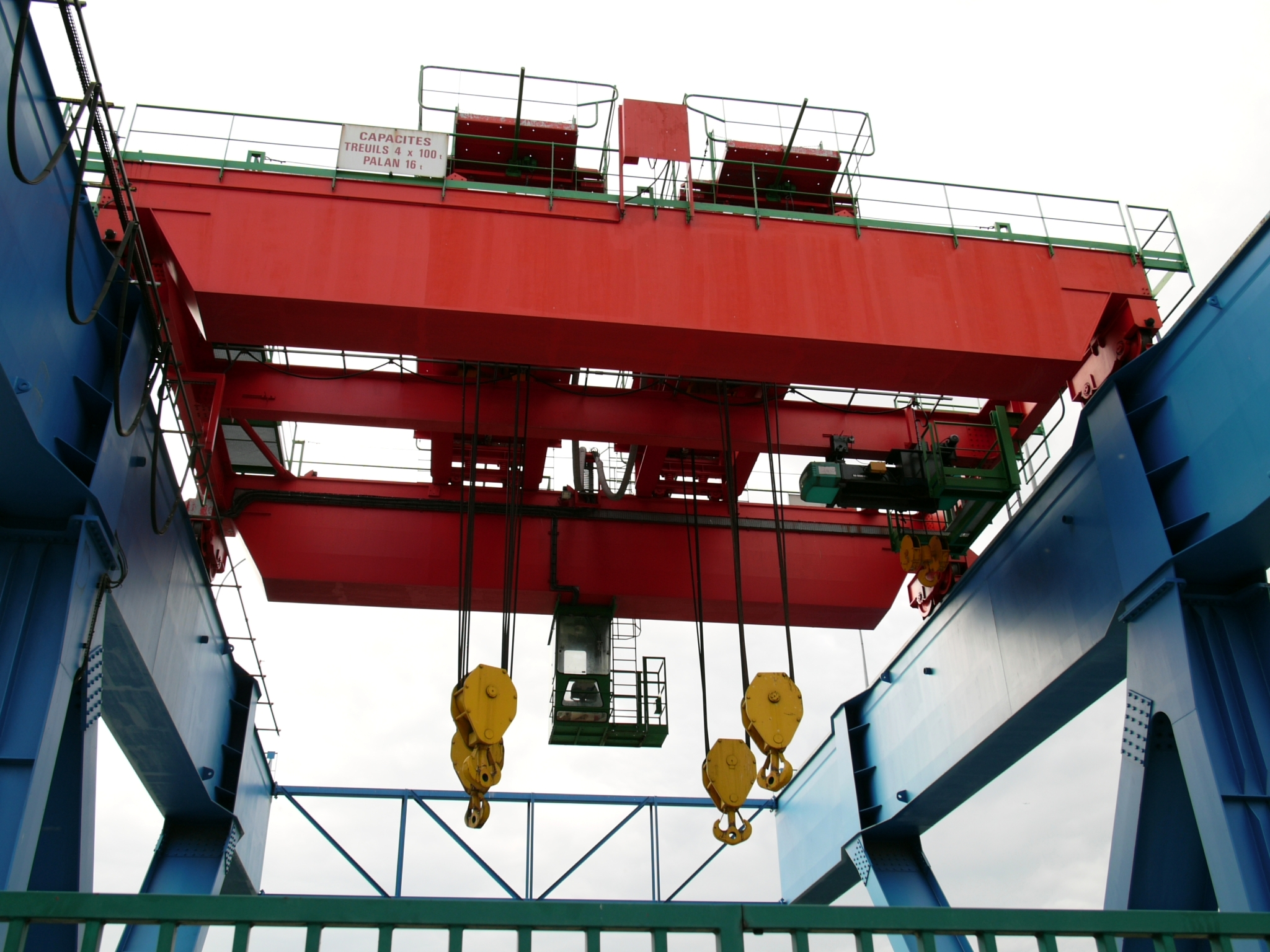
Мостовой кран, 2007

- По конструкции к кранам мостового типа относятся:
  - Опорные краны: Мостовые краны, мост которых непосредственно опирается на надземный рельсовый путь сверху[1].
  - Подвесные краны: Подвешивается к нижним полкам рельсового пути[1].
  - Козловые краны с мостом, установленным на наземный рельсовый путь посредством двух опор[1].
- При грузоподъёмности более 5 т у крана могут быть два механизма подъёма — главный и вспомогательный[1].
- По грузоподъёмности краны условно разделены на три группы:
  - Первая — до 5 т[1].
  - Вторая — от 5 до 50 т[1].
  - Третья — свыше 50 и до 320 т[1].

- По режимам работы выделяются следующие группы кранов:
  - Легкие: 1К  — 3К[3];
  - Средние: 4К — 5К[3];
  - Тяжелые:  6К — 7К[3];
  - Весьма тяжелые: 8К[3].

Привод механизмов, как правило, электрический, но может быть и ручным. Управление механизмами осуществляется с пола, из кабины и дистанционно.
Исполнения кранов: общепромышленное, взрывобезопасное, а также различные климатические.

## Устройство мостовых кранов

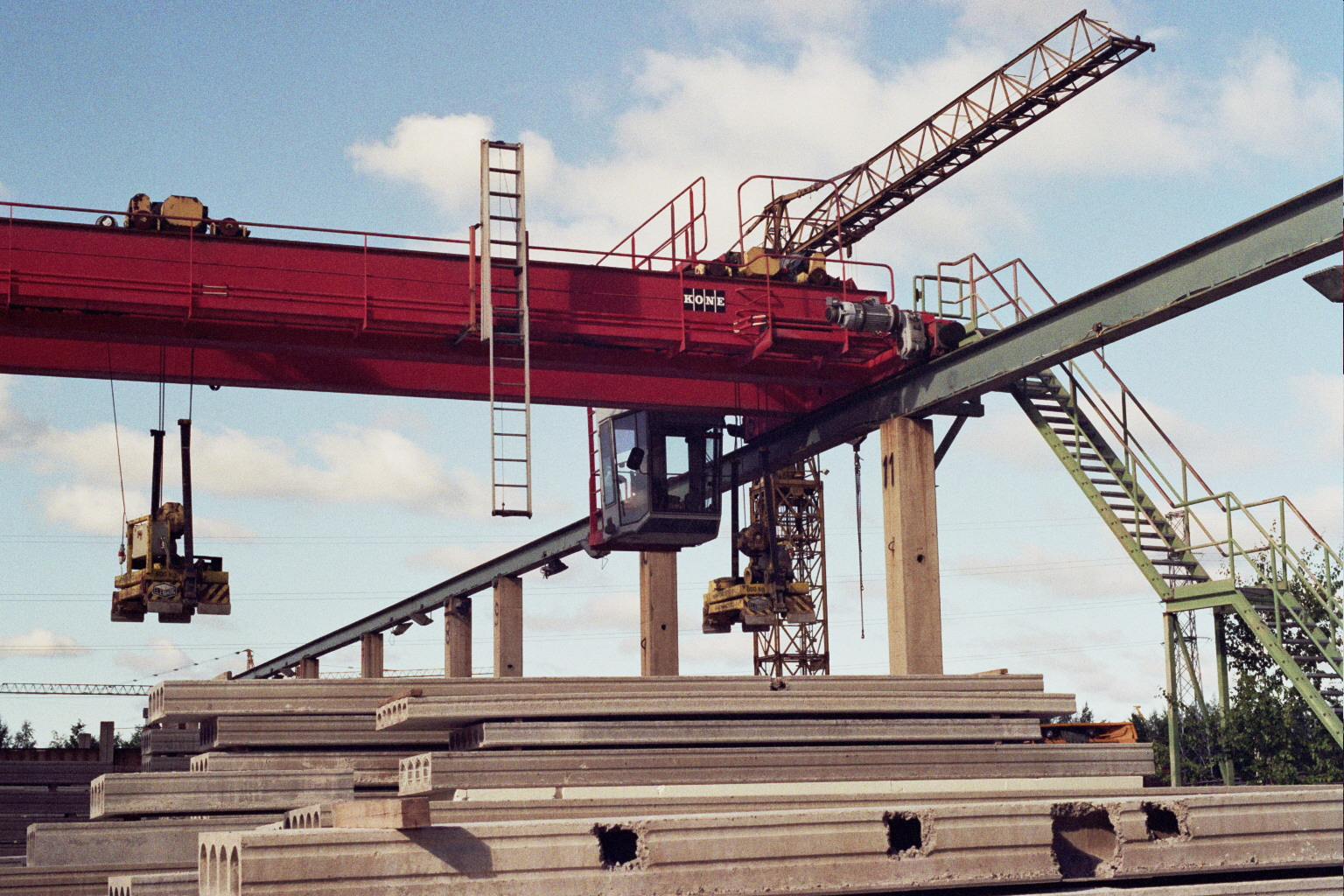
Мостовой кран на одном из заводов Финляндии, 2008

Мост крана состоит из одной и более балок, соединённых с концевыми. Балки коробчатого сечения выполнены из двух вертикальных стенок, верхнего и нижнего горизонтального поясов. На верхнем поясе пролётной балки закреплён подтележечный рельс, на концах которого установлены упоры для ограничения крайних положений тележки. Для обеспечения прямоугольной формы сечения и устойчивости вертикальных стенок внутри пролётной балки привариваются большие диафрагмы. Кроме того, имеются малые диафрагмы для более равномерной передачи нагрузки от подтележечного рельса на вертикальные стенки. На боковых стенках пролётных балок предусмотрены площадки с перилами для обслуживания грузовой тележки и механизмов передвижения крана, а также для размещения жёстких троллей (стойки с уголковым прокатом) или гибких троллей (гибкий питающий кабель).

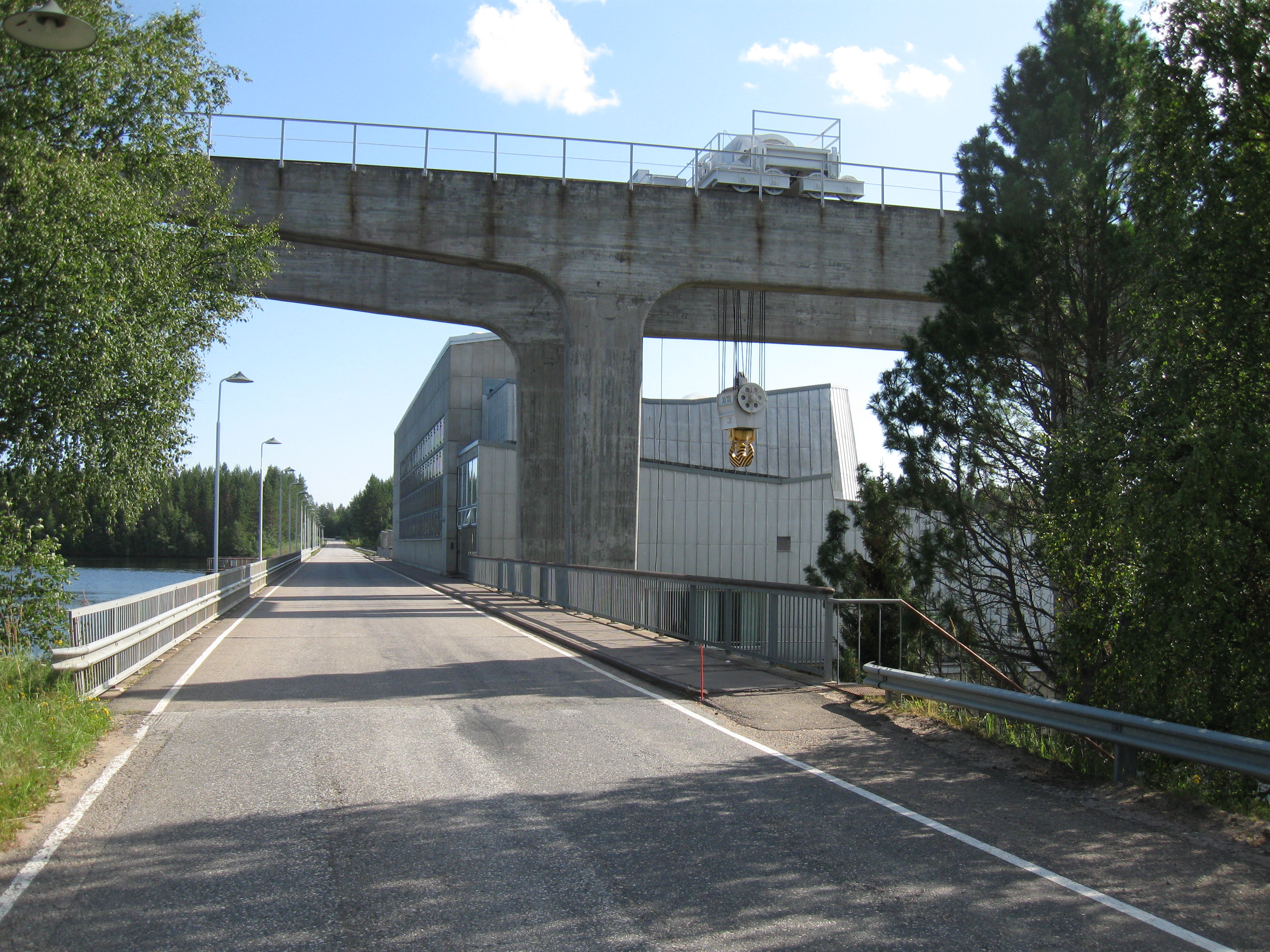
Мостовой кран на гидростанции в Финляндии, 2009

Механизмы передвижения с цилиндрическими колёсами выполнены по различным схемам: с центральным приводом от одного двигателя, с тормозом и редуктором на два колеса, с раздельным приводом на каждое колесо, а также с фланцевым двигателем и навесным редуктором. Наряду с цилиндрическими колёсами, применяются колёса конической формы. Приводные конические колёса механизмов при центральном приводе установлены вершиной конуса в наружную сторону. У механизмов с раздельным приводом конические колёса устанавливают вершиной конуса в наружную сторону, а неприводные — во внутреннюю. Такая схема называется «обратным конусом». Такая установка колёс центрирует кран на рельсовых путях и не вызывает его перекосов при прохождении искривлённых участков рельсовых путей.
Грузовая тележка состоит из рамы, на которой из унифицированных узлов собраны механизмы подъёма груза и передвижения тележки. Рама выполнена из опирающихся на ходовые колёса двух продольных балок, соединённых поперечными балками и покрытых сверху листом настила. На тележке предусмотрены ограничители высоты подъёма крюковой обоймы, линейка для выключателей её крайних положений на мосту крана, буфера и перила ограждения. Масса тележки составляет 0,3 — 0,4Q (Q — грузоподъёмность, в т).
У лёгких кранов (группы режима 1К, 2К, 3К) в качестве механизмов подъёма применяют электротали, стационарно закреплённые на раме тележки. Масса таких тележек 0,2 — 0,25 Q.

### Опорные краны

#### Ручные крюковые однобалочные
Кран соответствует ГОСТ 7075-80. Мост кранов состоит из несущей двутавровой балки, опирающейся на концевые балки из швеллеров, в которых смонтированы колёса. Для увеличения жёсткости моста в горизонтальной плоскости пролётная и концевые балки соединены подкосами. Колёса приводятся во вращение через открытую зубчатую передачу и трансмиссионный вал от цепного тягового колеса с цепью. Усилие на цепи 100—150 Н. В качестве механизма подъёма используют червячную таль. Таль передвигают при помощи поводковых цепей с усилием 180—250 Н.
Грузоподъёмность этих кранов от 3,2 до 5 и 8 т. Пролёт от 4,5 до 16,5 м. Высота подъёма от 3 до 12 м.

#### Ручные крюковые двухбалочные
Кран соответствует ГОСТ 7075-80. Мост выполнен из двух пролётных балок, которые опираются на концевые балки из швеллеров. Механизм передвижения выполнен с цепным колесом. Тележка имеет раму с колёсами, которые опираются на подтележечные рельсы, уложенные на верхних полках пролётных балок. Тележка передвигается с помощью цепного колеса. На раме смонтирован механизм подъёма с грузоупорным дисковым тормозом и цепными колёсами на приводном валу. Крюковая обойма подвешена на канатах сдвоенного полиспаста.
Грузоподъёмность кранов составляет 12,5 и 20 т. Пролёты от 7,5 до 16,5 м. Высота подъёма до 20 м.

#### Электрические крюковые однобалочные
Кран соответствует ГОСТ 22045-89

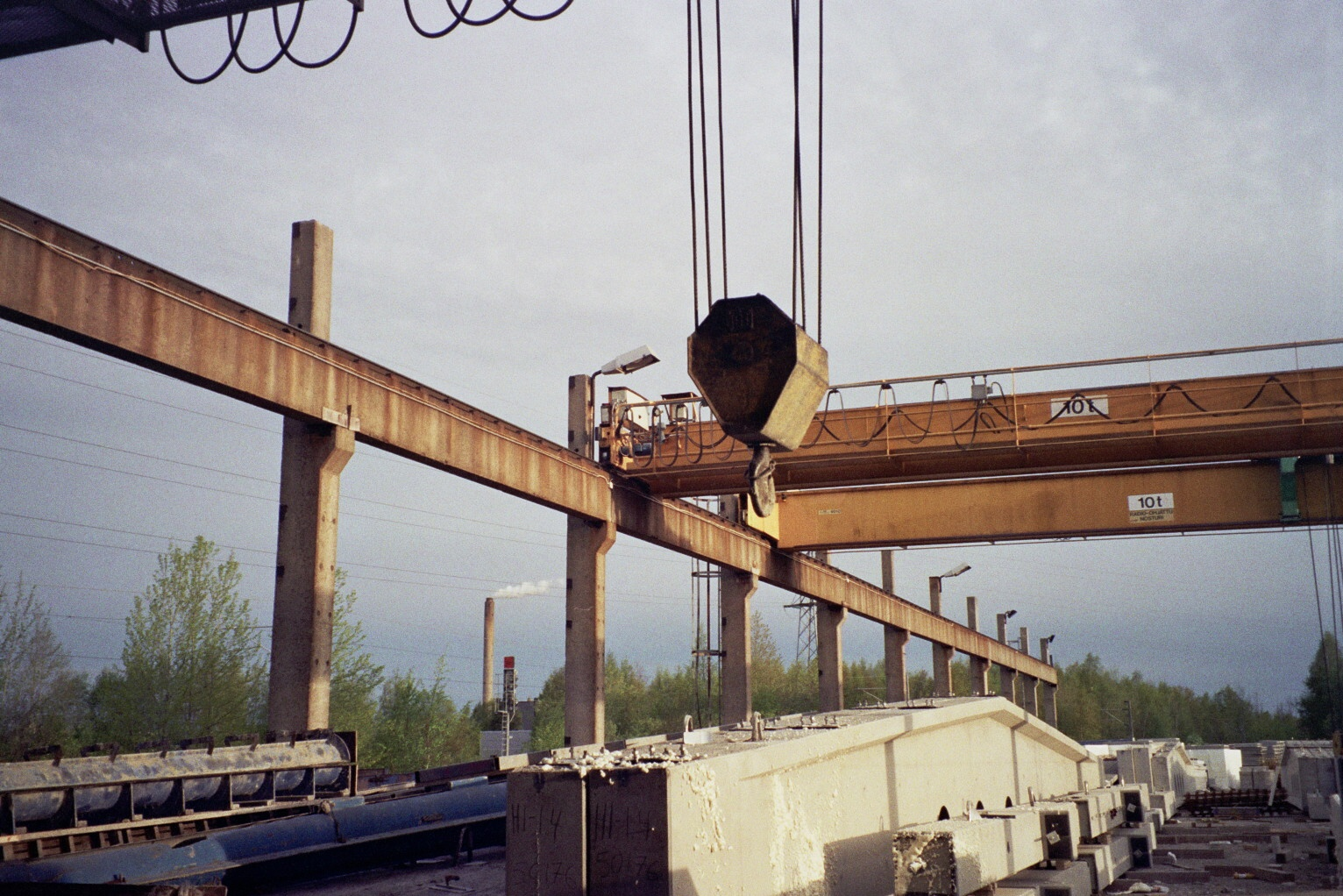
Крюковые мостовые краны на фабрике в Финляндии, 2008

. В качестве грузовых тележек применяют канатные электрические тали. Мост состоит из балки двутаврового сечения, которая опирается на коробчатые концевые балки. Для увеличения жёсткости концы балки усилены раскосами. На концевых балках смонтированы колёса с угловыми буксами. Механизм передвижения выполнен с приводом на каждое колесо. Такой привод называют раздельным. Каждый привод состоит из фланцевого двигателя с короткозамкнутым ротором и навесного редуктора. Тормоз отсутствует вследствие малой скорости передвижения. Питание двигателей тали осуществляется с помощью кабеля, подвешенного на кольцах на проволоке, которая натянута и закреплена на кронштейнах концевых балок. Управление краном с пола от подвешенного к тали поста управления или из кабины, закрепляемой к мосту крана.
Грузоподъёмность кранов 1; 2; 3,2 и 5 т. Пролёт 3-15 м. Высота подъёма 6, 12 и 18 м.

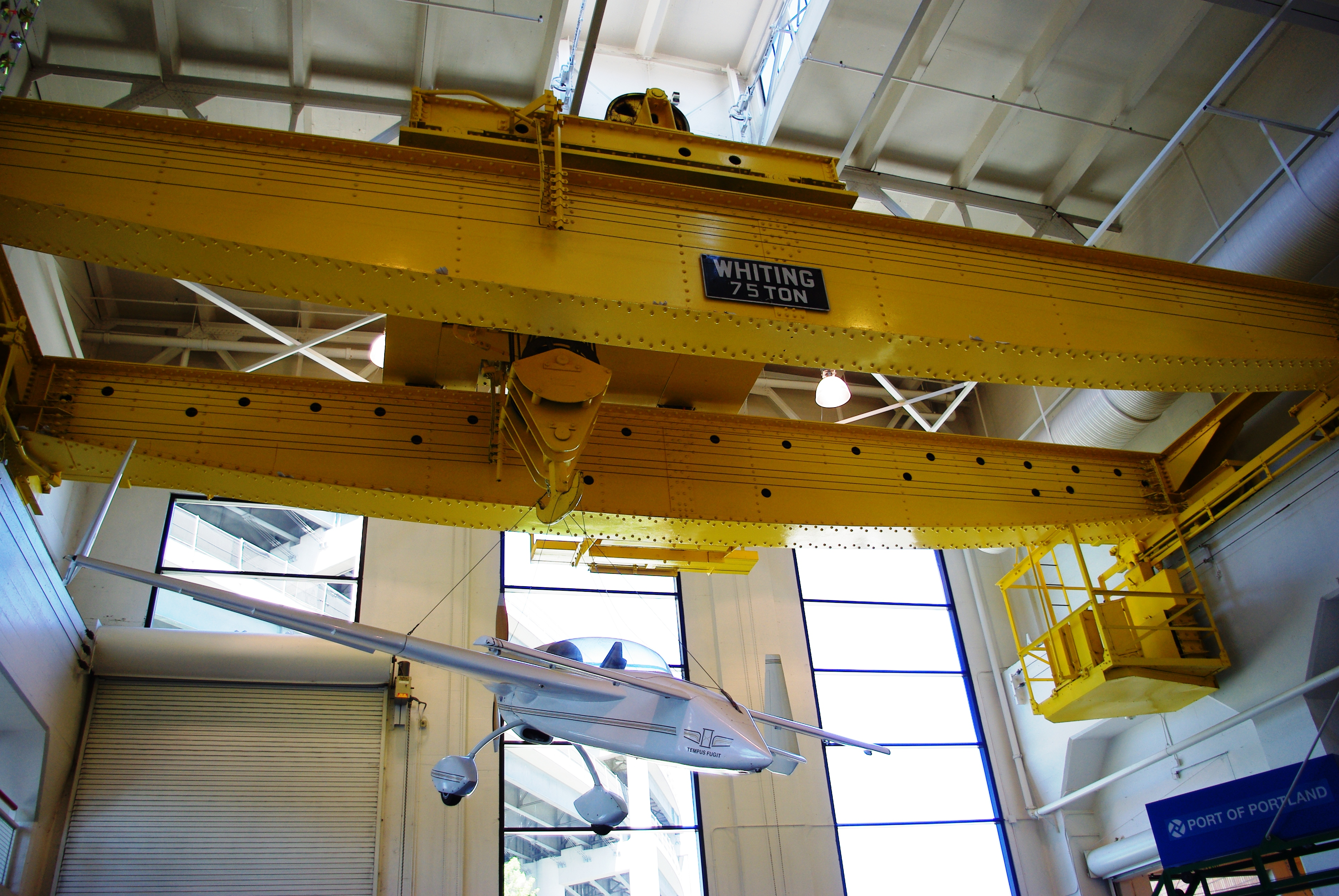
Мостовой кран в Орегонском музее науки и индустрии, 2010

#### Электрические крюковые двухбалочные
Кран состоит из моста с механизмом передвижения, колёса которого установлены на угловых буксах, грузовой тележки со смонтированными на ней механизмами подъёма груза и передвижения, кабины управления и вспомогательной кабины для обслуживания токосъёмников цеховых троллей. Управление краном может быть с пола, из кабины или дистанционным.
Грузоподъёмность кранов: 5; 10; 12,5; 16; 16/3,2; 20/5; 32/5 и 50/12,5 т. Пролёт: 10,5 — 34,5 м (с шагом 3 м). Высота подъёма: до 20 м.

#### Электрические магнитные краны
Устройство этих кранов аналогично устройству крюковых кранов. Магнит навешен на крюк, а клеммный разъём кабеля закреплён на серьге крюковой обоймы. Питание магнита осуществляют постоянным током напряжением 220 В от установленного на площадке моста выпрямителя или через кабель, намотанный на кабельный барабан, в котором предусмотрен токосъём.
Грузоподъёмность кранов: 10; 16; 20/5 т. Пролёт: от 10,5 до 34,5 м.
После снятия магнита кран может работать как крюковой.

#### Электрические грейферные краны
Устройство кранов аналогично устройству крюковых, за исключением тележки, на которой имеются два механизма подъёма: один для канатов грейфера, а другой — для подъёмных. Грейферы используются двухчелюстные четырёхканатные.
Грузоподъёмность кранов: 5; 10; 15 и 20 т (соответственно вместимость грейферов: 1,6; 2,5; 3,1 … 8; 4 … 10 кубометров). Пролёты: 10,5 — 34,5 м. Высота подъёма — до 24 м.

#### Электрические крюковые большой грузоподъёмности
Устройство кранов аналогично устройству двухбалочных кранов. Учитывая большую массу крана и груза, а также с целью уменьшения нагрузки на колёса мост должен опираться на восемь колёс при грузоподъёмности 80 и 125 т и на шестнадцать при большей грузоподъёмности. Колёса попарно объединены в балансирные тележки, которые при наличии восьми колёс шарнирно крепятся на концевых балках моста, а при наличии шестнадцати колёс — с помощью балансирных балок. Вследствие возможного поворота в шарнирах обеспечен контакт с рельсами, имеющими отклонения в вертикальной плоскости. Механизм передвижения выполнен с раздельным приводом: при восьми колёсах — приводными являются два колеса, при шестнадцати — четыре.
Мостовые электрические краны могут оснащаться дистанционным управлением в цехах с невзрывоопасной окружающей средой, не содержащей агрессивных газов и концентраций паров, разрушающих металлы и изоляцию; в цехах с загазованной и запылённой средой, не насыщенной токопроводящей пылью. Аппаратура управления механизмами размещается на площадке моста крана.
Имеются установки дистанционного управления трёх модификаций:
- С управлением по однопроводной линии связи со стационарного пульта[1].
- С управлением по однопроводной линии, с переставляемого пульта. Целесообразно применять при наличии свободных участков (с длиной до 100 м)[1].
- С управлением по радиоканалу[1].

Параметры кранов регламентирует ГОСТ 6711-81: грузоподъёмность от 80/20 до 320/32 т; пролёты 9,5 — 33,5 м; высота подъёма до 32 м.

### Подвесные краны
Краны могут быть одно-, двух- или трёхпролётными. Главные достоинства этих кранов — малые габариты по высоте, возможность установки на отдельных участках цеха, перекрытие больших пролётов, возможность стыковки кранов, находящихся в одном или разных пролётах и перемещение тележки с одного крана на другой, а также монорельсовый путь, идущий в другие производственные помещения. Взаимное положение кранов при стыковке фиксируется стыковым замком.

#### Ручные однобалочные однопролётные
Кран соответствует ГОСТ 7413-80. Мост крана представляет собой несущую двутавровую балку, которая прикреплена к нижним частям концевым балок. В качестве колёс применяют тележки электроталей. Механизмом подъёма служит передвижная ручная таль.
В зависимости от грузоподъёмности для несущих балок кранов и крановых путей применяют двутавры согласно ГОСТ 19425-74.
Грузоподъёмность кранов: 0,5; 1; 2; 3,2 и 5 т. Пролёт от 3 до 9 м. Длина консолей от 0,3 до 1,2 м.

#### Электрические однобалочные однопролётные
Кран соответствует ГОСТ 7890 — 93. Мосты состоят из несущей балки, прикреплённой с нижней стороны к концевым балкам из швеллеров и усиленной подкосами для увеличения жёсткости. Механизмом передвижения служат приводные и неприводные тележки электроталей. В качестве механизма подъёма используют электроталь. Краны могут быть изготовлены без стыковых замков, но с кабелем для питания электротали, а также с одним или двумя стыковыми замками и троллеями.
Для повышения сроков службы ходовых колёс и подвесных путей соединение несущей балки с одной концевой балкой выполняют подвижным, так как оно даёт возможность изменения пролёта крана, что облегчает его самоустановку на путях, при прохождении краном искривлённых участков подвесных путей. Колёса ходовых тележек резребордные, а боковые ролики установлены на торцах концевых балок и контактируют с боковыми поверхностями стенок двутавровых балок подвесного пути.
Грузоподъёмность кранов: 1; 2; 3,2 и 5 т. Пролёт от 3 до 15 м. Длина консолей от 1,5 до 3 м.

#### Электрические однобалочные двухпролётные
Эти краны отличаются от однопролётных тем, что несущая балка прикреплена к трём поперечным балкам, две из которых (концевые) являются приводными.
Грузоподъёмность кранов: 1-5 т. Краны грузоподъёмностью более 5 т выполняют двухбалочными со специальными подвесными тележками. Пролёты: 7,5-7,5 м; 9-9 м; 10,5-10,5 м.

### Мостовые краны специального назначения

#### Магнитные краны

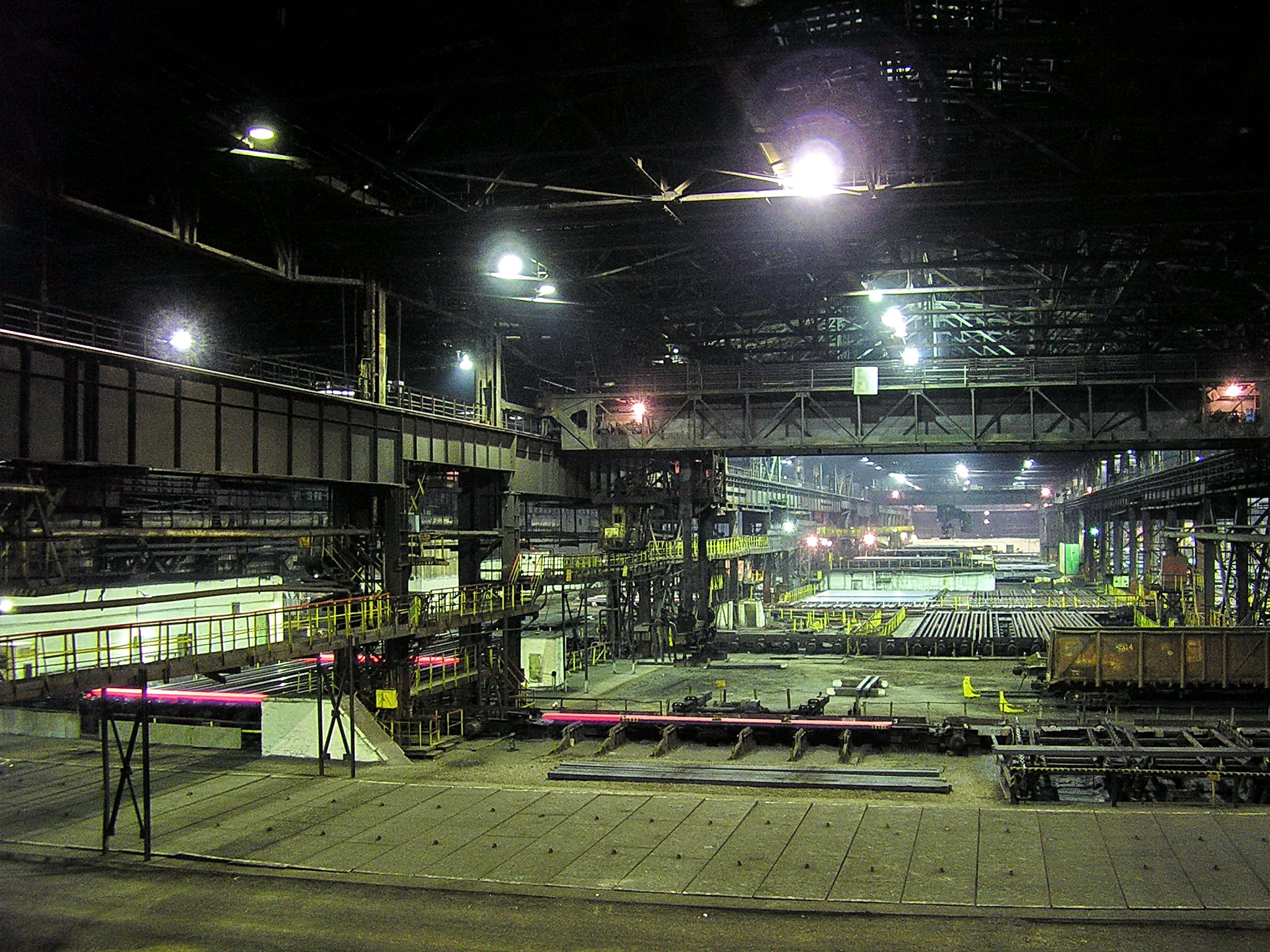
Пратцен кран. Россия, Новокузнецк, ЗСМК.2006

Магнитные краны относятся к специальным и предназначены для подъёма и транспортирования ферромагнитных материалов (скрапа, стружки, листового и профильного проката, изложниц для разливки стали и т. д.).
Эти краны снабжены грузовыми электромагнитами, подвешиваемыми на крюковой подвеске или траверсе (на гибком или жёстком подвесе), расположенной в продольном или поперечном направлении относительно моста.

##### Технические характеристики
- Грузоподъёмность магнитных кранов: от 5 до 40 т[4].
- Скорость подъёма: 14-20 м/мин[4].
- Скорость передвижения тележки крана: 70-120 м/мин[4].

##### Устройство
Наиболее распространены у данных кранов металлоконструкции с листовыми одностенчатыми главными балками и вспомогательными фермами, а также двухбалочные коробчатые конструкции, обладающие высоким сопротивлением усталости.
Магнитный кран состоит из моста с механизмом передвижения, одной или двух тележек с механизмом подъёма и передвижения, подъёмных магнитов и кабины, подвешиваемой к металлоконструкции моста.
Механизмы передвижения этих кранов и их тележек не имеют отличий по сравнению с механизмами мостовых кранов общего назначения. На тележке магнитного мостового крана установлены механизмы подъёма и передвижения.
Особенностью магнитных кранов и их механизма подъёма является наличие кабельного барабана, с которого кабель поступает к электромагниту. Применение барабана необходимо при большой высоте подъёма.
Кабельный барабан получает вращение от барабана механизма подъёма через цепную передачу. При работе без магнитов кабельный барабан отключают. Кабельный барабан установлен на одном валу с кольцевым токоприёмником. Кабель соединён с вращающимися частями кольцевого токоприёмника. Укладку кабеля в один слой с равномерным шагом навивки производит кабелеукладчик, который перемещается по винту. Вращение передаётся винту от кабельного барабана через зубчатую передачу.

#### Грейферные краны

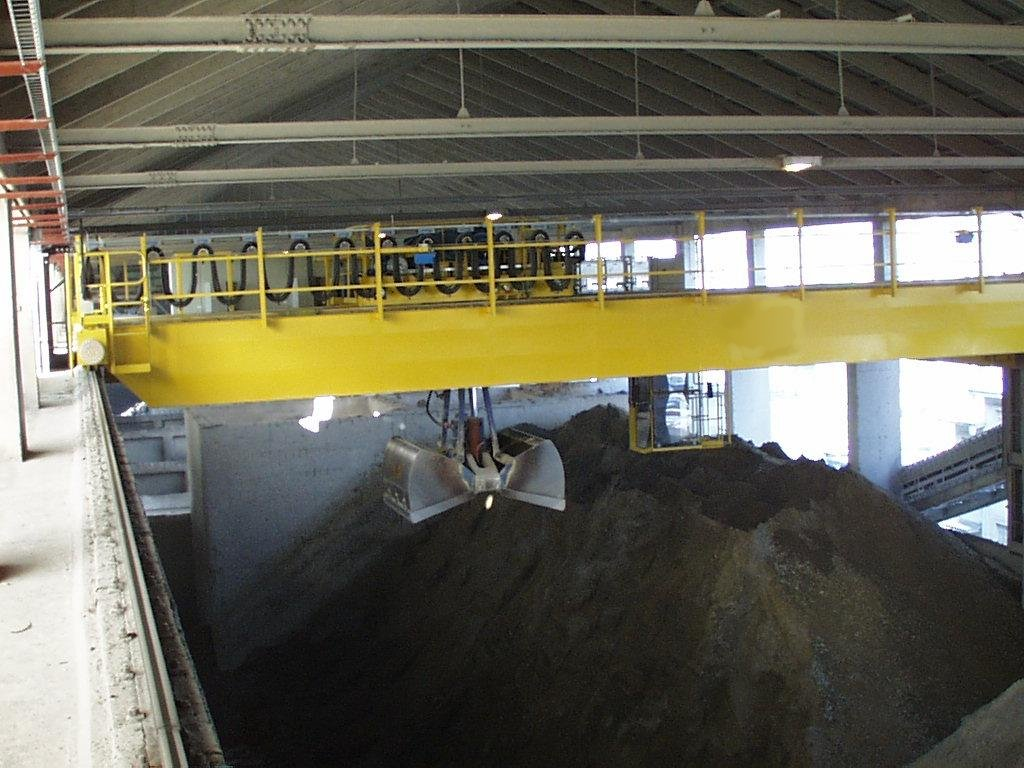
Грейферный мостовой кран на цементном заводе в Австрии, 2004

Грейферные краны предназначены для подъёма и транспортирования сыпучих и кусковых материалов.
В качестве грузозахватного устройства эти краны имеют грейферы различного исполнения.
Грейферные краны имеют грейферную лебёдку с двумя барабанами, один из которых предназначен для наматывания замыкающего каната при закрытии челюстей (замыкающий), а другой — для наматывания поддерживающего каната (подъёмный). Подъёмный барабан работает совместно с замыкающим при подъёме и опускании грейфера.
Грузоподъёмность этих кранов определяется суммарной массой грейфера и груза.
На мостовых грейферных кранах преобладающее распространение получила лебёдка с независимыми барабанами. Лебёдка устанавливается на тележке мостового крана и состоит из двух одинаковых однобарабанных лебёдок: замыкающей и поддерживающей. Эти лебёдки имеют соответственно замыкающий и поддерживающий барабаны, двигатели, редукторы и тормоза. По конструктивному исполнению эти лебёдки аналогичны крюковым лебёдкам мостовых кранов общего назначения.

#### Магнитно-грейферные краны
Магнитно-грейферные краны предназначены для перегрузки ферромагнитных грузов (например, чугуна, скрапа и др.), а также сыпучих и кусковых грузов. Для захвата ферромагнитных грузов используют электромагнит, а для сыпучих — двухчелюстной грейфер.
В зависимости от назначения их выполняют с двумя тележками: магнитной и грейферной или с одной тележкой, оборудованной магнитной и грейферной лебёдками. В качестве магнитно-грейферных кранов могут быть использованы мостовые краны общего назначения тяжёлого режима работы.

## Применение
- Опорные мостовые краны:

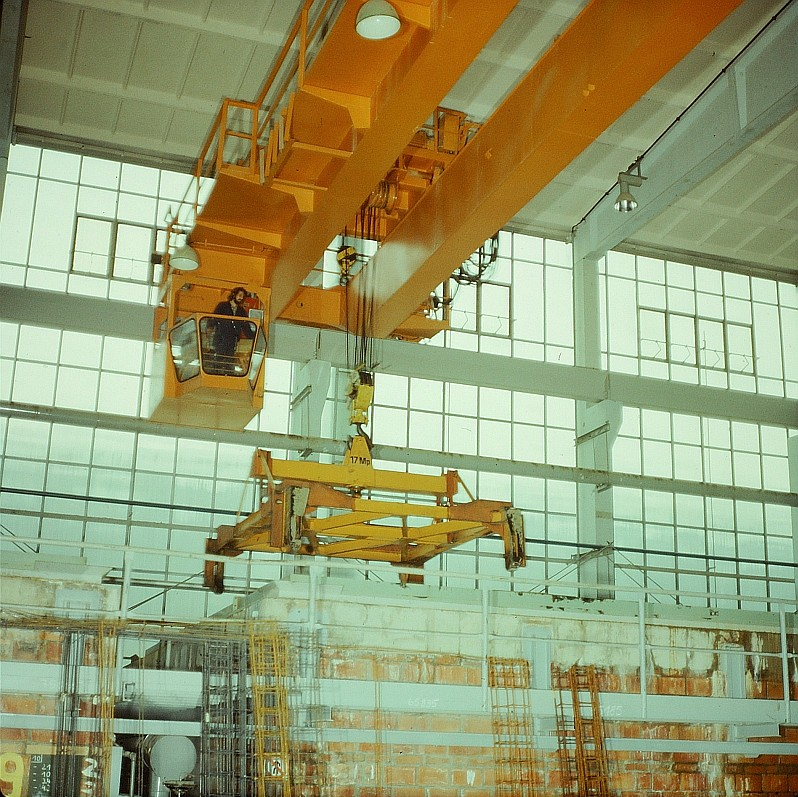
Мостовой кран на бетонном заводе в Германии, 1979. Архив Deutsche Fotothek

  - Ручные крюковые однобалочные и двухбалочные предназначены для подъёма и перемещения грузов при выполнении периодических работ, отсутствии силового токоподвода на складах, в монтажных и ремонтных цехах, в машинных залах электростанций[1].
  - Электрические крюковые однобалочные предназначены для подъёма и перемещения грузов в цехах и на складах[1], а двухбалочные также применяются на открытых площадках[1].
  - Электрические магнитные краны предназначены для подъёма и перемещения изделий из чёрных металлов, обладающих магнитными свойствами[1].
  - Электрические грейферные краны предназначены для подъёма и перемещения насыпных грузов[1].
  - Электрические крюковые большой грузоподъёмности предназначены для перемещения грузов большой массы в механических и сборочных цехах. Кроме того, они могут быть использованы для монтажных и ремонтных работ[1].
- Подвесные мостовые краны:
  - Ручные однобалочные однопролётные предназначены для подъёма и перемещения грузов при выполнении периодических работ, отсутствии силового токоподвода на складах, в монтажных и ремонтных цехах, в машинных залах электростанций[1].
  - Электрические однобалочные однопролётные, двухпролётные краны предназначены для подъёма и перемещения грузов в крытых производственных и складских помещениях. Допускается применение для транспортирования раскалённого и жидкого металла, жидкого шлака при уменьшении грузоподъёмности на 25 % и выполнении требований «Правил по кранам» (установка отражающих экранов и наличие двух тормозов на механизме подъёма)[1].